# Charlotte (Vermont)
Charlotte – miasto w Stanach Zjednoczonych, w stanie Vermont, w hrabstwie Chittenden.